# 斯泰尔维奥山口
斯泰尔维奥山口（義大利語： [ˈpasso dello ˈstɛlvjo, - ˈstelvjo] 或  [ˈdʒoːɡo dello ˈstɛlvjo, - ˈstelvjo]；德語： [ˈʃtɪlfsɐ ˈjɔx]）是意大利北部与瑞士接壤处的一座山口，海拔2,757米（9,045英尺）。这是东阿尔卑斯山脉最高的铺装公路山口，也是整个阿尔卑斯山脉第二高的山口，以48道发卡弯著名。

## 地理位置
该山口位于意大利奥尔特勒阿尔卑斯山脉中，东北侧是南蒂罗尔的斯泰尔维奥（義大利語：Stelvio），西南侧是松德里奥省的博尔米奥。其西侧坡道通过翁布拉伊尔山口与瑞士的圣玛丽亚瓦爾米施泰爾相连。山口上方的"三语峰"（德語：Dreisprachenspitze）因意大利语、德语和罗曼什语区在此交汇而得名。
这条公路连接瓦尔泰利纳和芬施高谷，通往梅拉诺镇。山口附近有大型夏季滑雪场，周边山峰包括图尔维瑟峰、翁布拉伊尔峰、科琴峰，东侧则是雄伟的奥尔特勒山。

## 历史

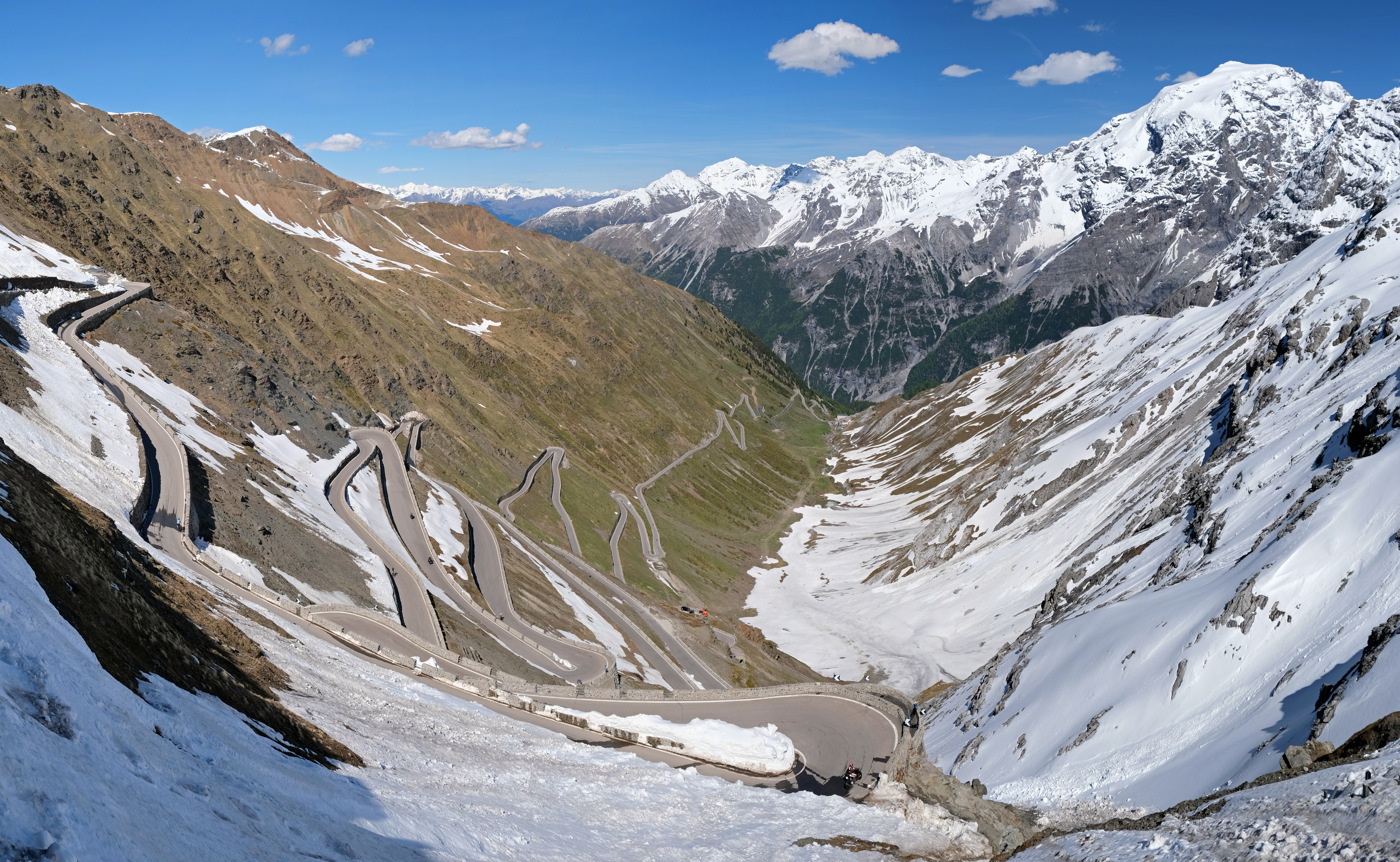
西侧坡道全景

1820-1825年间，奥地利帝国为连接其属地伦巴第与奥地利本土修建了这条公路，工程负责人是卡洛·多内加尼（1775-1845）。其75个发夹弯（北坡48个，均标有编号石碑）至今仍是驾驶者的挑战。1990年代，斯特林·莫斯在此参加老爷车赛事时曾发生冲出道路的事故，车载视频曾在卫星电视播出。
一战前，这里是奥匈帝国与意大利王国的边界。瑞士曾在三语峰设有前哨站和酒店（已毁）。战争期间，该地区爆发过激烈的冰雪战斗，流弹甚至不时飞越瑞士领土。三国达成协议不向瑞士领土射击——该地区正好位于奥地利（北）和意大利（南）之间，但允许沿山口方向开火。
1919年后，随着意大利领土扩张，山口失去战略价值。如今每年5月至11月开放期间，这里成为运动胜地，无数自行车和摩托车爱好者挑战这条东阿尔卑斯最高公路。这里也是三大自行车环赛中的最高终点站，环意自行车赛多次经过此山口（首次穿越是在1953年环意赛，法斯托·科皮在此战胜雨果·科布莱）。作为最高点，它被命名为"科皮峰"。
每年8月下旬某日，山口会禁止机动车通行，约8000名自行车手和25名跑步者挑战登顶。博尔米奥定期举办世界杯滑雪赛，通常在12月底举行男子速降比赛，其斯泰尔维奥雪道是巡回赛中最具挑战性的赛道之一。
英国汽车节目《巅峰拍档》将其评为"世界最佳驾驶道路"。制作组在第10季首集中寻找能满足所有车迷幻想的道路后得出此结论。后来该节目又认定罗马尼亚的跨法格拉什山公路更胜一筹。
2008年，摩托古兹推出以该山口命名的Stelvio车型。阿尔法·罗密欧在2016年洛杉矶车展上发布了同名SUVStelvio。
斯泰尔维奥冰川（海拔3,450（11,320英尺））通常全年开放滑雪，但在2017年8月的热浪中90年来首次关闭。
- 西侧坡道全景

## 斯泰尔维奥国家公园
斯泰尔维奥国家公园是意大利阿尔卑斯山区最大的国家公园，1935年建立，涵盖奥尔特勒-切维达莱山群及周边小山脉。公园内有鹿、岩羚羊、北山羊和狼等野生动物，设有多条徒步路线和高山小屋。

## 自行车日活动

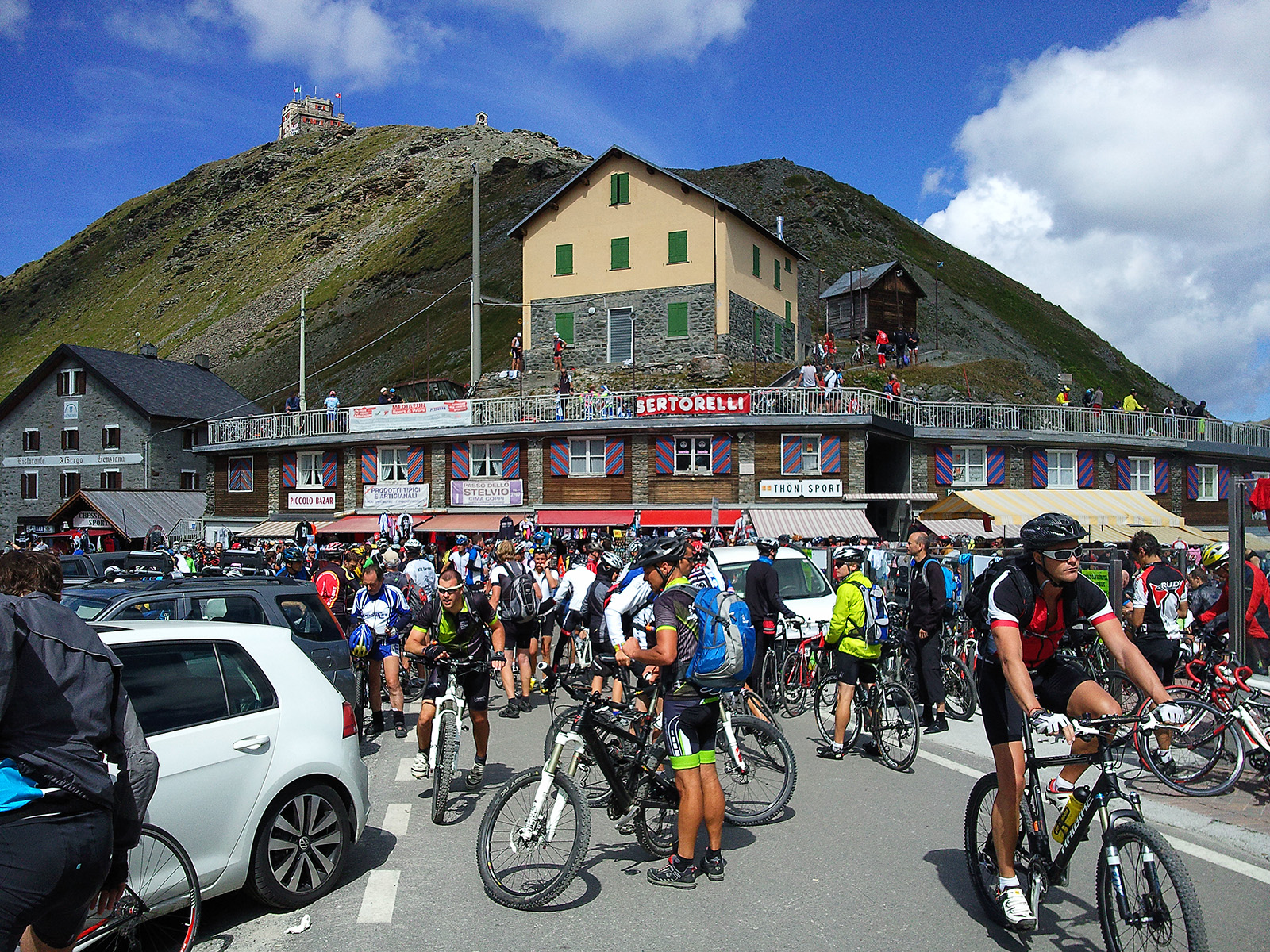
2013年斯泰尔维奥自行车日

每年8月最后一个周六或9月第一个周六，斯泰尔维奥国家公园会举办"斯泰尔维奥自行车日"。当天从博尔米奥和普拉德尔通往山口的道路，以及从圣玛丽亚瓦爾米施泰爾到翁布拉伊尔山口的道路将禁止机动车通行，仅限自行车使用。平均约1.2万名骑行者参与，多数选择从普拉德尔出发，经翁布拉伊尔山口下坡至米施泰尔山谷。
2017年起新增"斯泰尔维奥马拉松"跑步活动，路线从普拉德尔至格卢尔恩斯折返，再经斯泰尔维奥村登顶。首届比赛于2017年6月17日举行，300多人参与，第二届和第三届分别于2018年6月16日和2019年8月31日举办。